# Exposition sur les montreurs d’ours

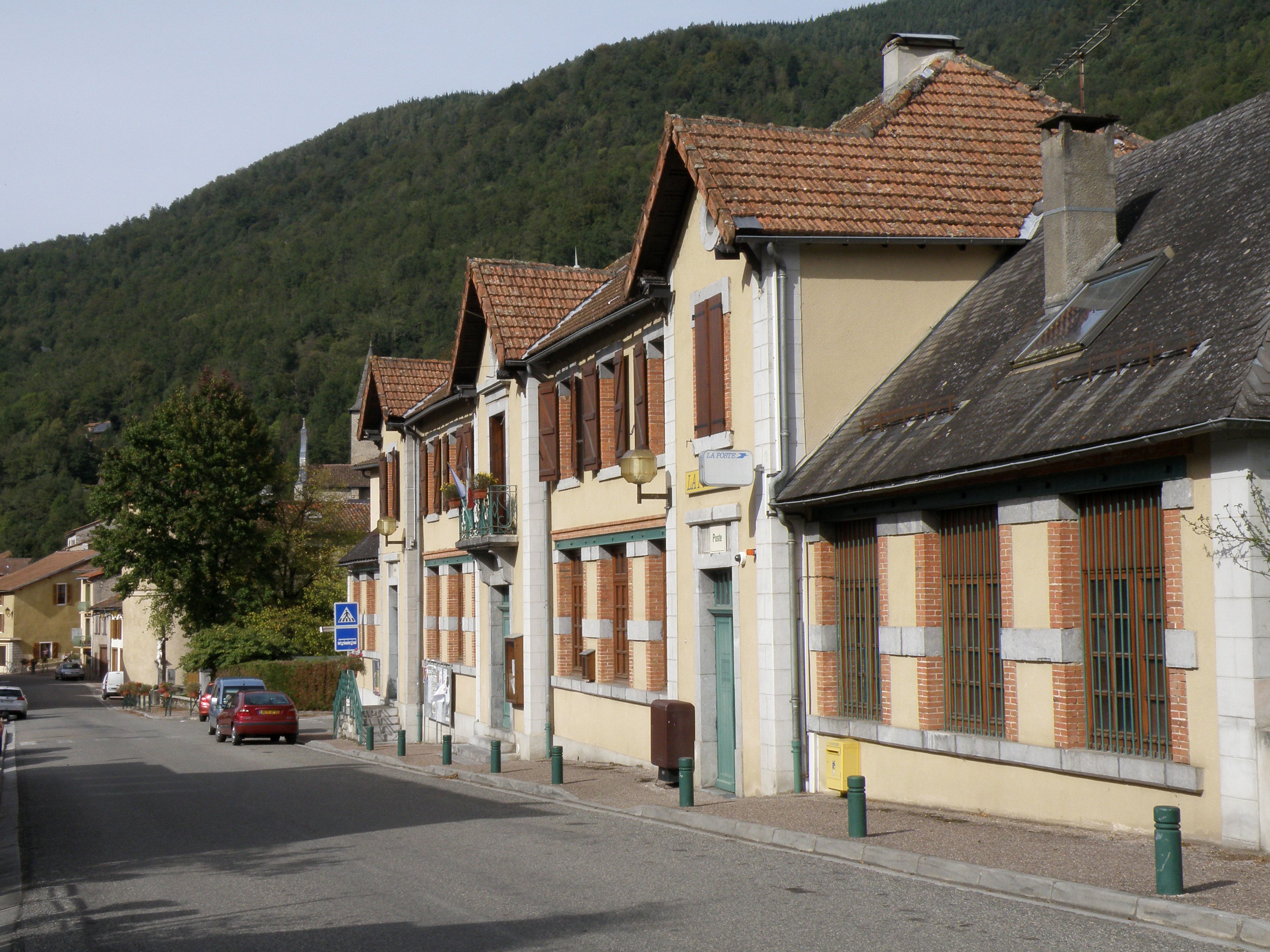
Local du musée à la mairie.

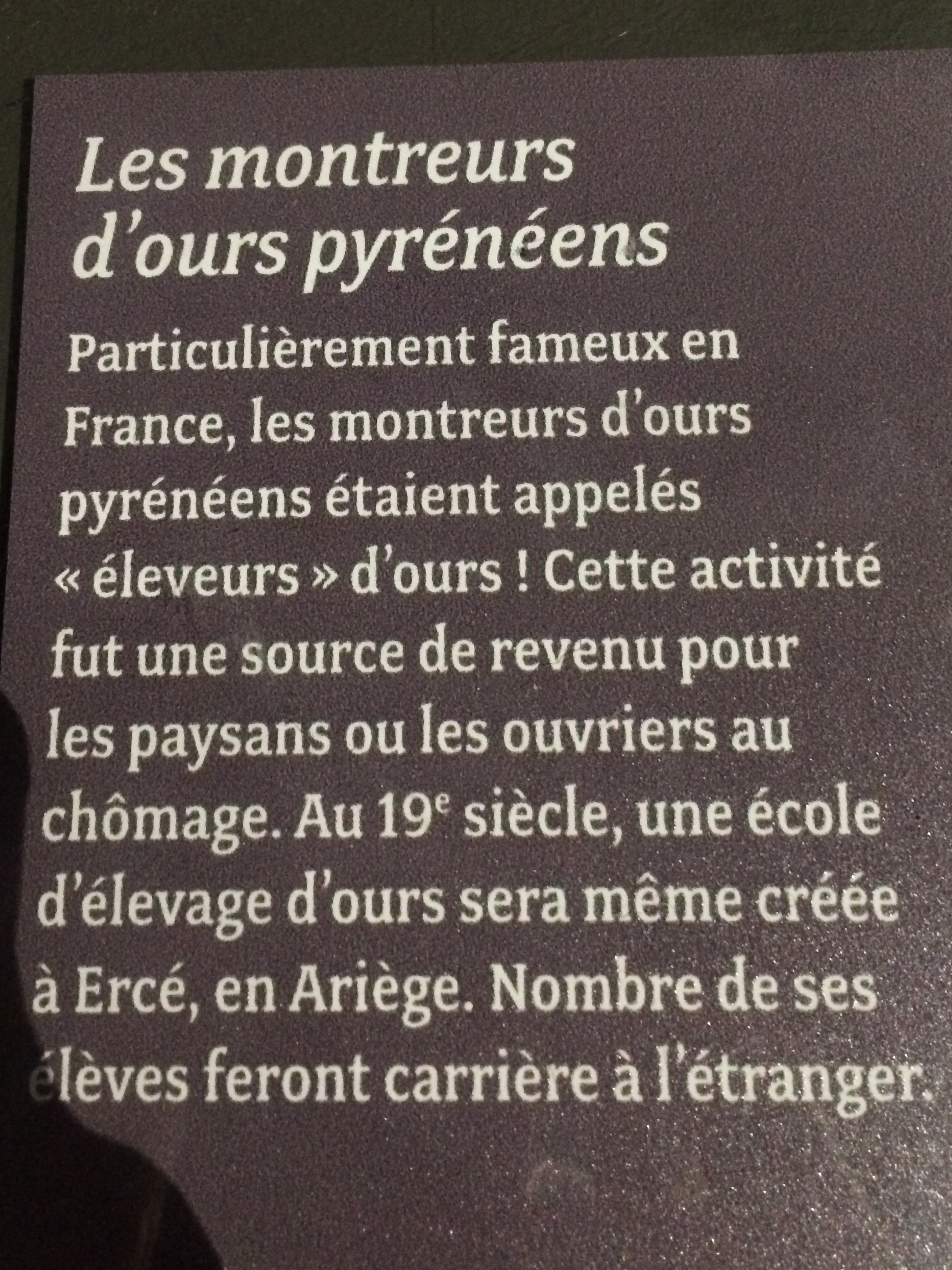
Panneau sur l'école des montreurs d'ours d'Ercé, présenté à l'exposition « Espèces d'ours! » en 2016 et 2017 dans la grande galerie de l'Évolution du Muséum national d'histoire naturelle, à Paris.

L’exposition sur les montreurs d’ours est située au rez-de-chaussée de la mairie d'Ercé dans la vallée du Garbet en Ariège.
Elle présente de manière permanente un métier singulier et, en France, spécifique au Couserans, le montreur d'ours (oussaillé, orsailher ou oussailher en occitan).

## Histoire
Créée en 1995, l'exposition s'est d'abord tenue au foyer municipal, puis à la chapelle du calvaire d'Ercé. Puis elle a déménagé à l'ancienne école du hameau de La Rivière situé à 2,5 km d'Ercé sur la D32. Depuis 2016 le siège du musée des montreurs d'ours se trouve à l'ancien bureau de poste dans le bâtiment de la mairie.
Le petit musée montre, comment aux XIXe et XXe siècles, les habitants de la vallée de l’Alet autour d’Ustou et plus tard ceux des vallées du Garbet et du Haut-Salat, poussés par la nécessité, se mirent à la recherche des tanières d’ours dans les Pyrénées pour capturer des oursons.
Après avoir dressé l'animal - un apprentissage long et ardu par des méthodes assez éloignées des principes de l'éthique animale  - plusieurs centaines d'hommes courageux ont quitté leurs villages pour partir sur les routes du monde et devenir montreurs d’ours afin de gagner leur vie.
L'activité aurait été un temps si florissante qu'une « école des ours » s'était organisée à Ercé et que la vallée aurait compté vers 1880 environ 500 dresseurs et montreurs d'ours dont 80 oussailhers pour le seul hameau de Cominac.
Les montreurs d’ours ont voyagé aux quatre coins du monde : Amérique, Angleterre, Indonésie, Australie ou Nouvelle-Zélande.

## Collections
L’exposition est présentée dans une salle du rez-de-chaussée de la Mairie, au centre du village d’Ercé, à la place de l'ancien bureau de poste.
Quelques dizaines d'objets, des panneaux explicatifs, des photos, un ours empaillé, des muselières de plusieurs tailles et pour ce qui concerne l'équipement de l'homme, des bottes, une sacoche de revolver, un coup-de-poing Américain ayant appartenu à un montreur d'ours.
Pour les enfants, un puzzle géant au sol permet de retracer les chemins parcourus par ces hommes et leurs animaux autour du monde. Une table d'époque est prévue pour les coloriages.
Porte-clefs, sets de table, empreintes d'oursons et cartes postales sont disponibles à la boutique. Un espace librairie propose des ouvrages sur les montreurs d'ours, mais aussi sur l'histoire des villageois qui se sont expatriés; les « Américains d'Ercé » dont certains sont revenus au pays.
La visite dure de 30 à 45 min.
Depuis 2008, un « sentier des montreurs d'ours » part du lieu-dit l'Escalusse.